# Guetaïa el Gueblia

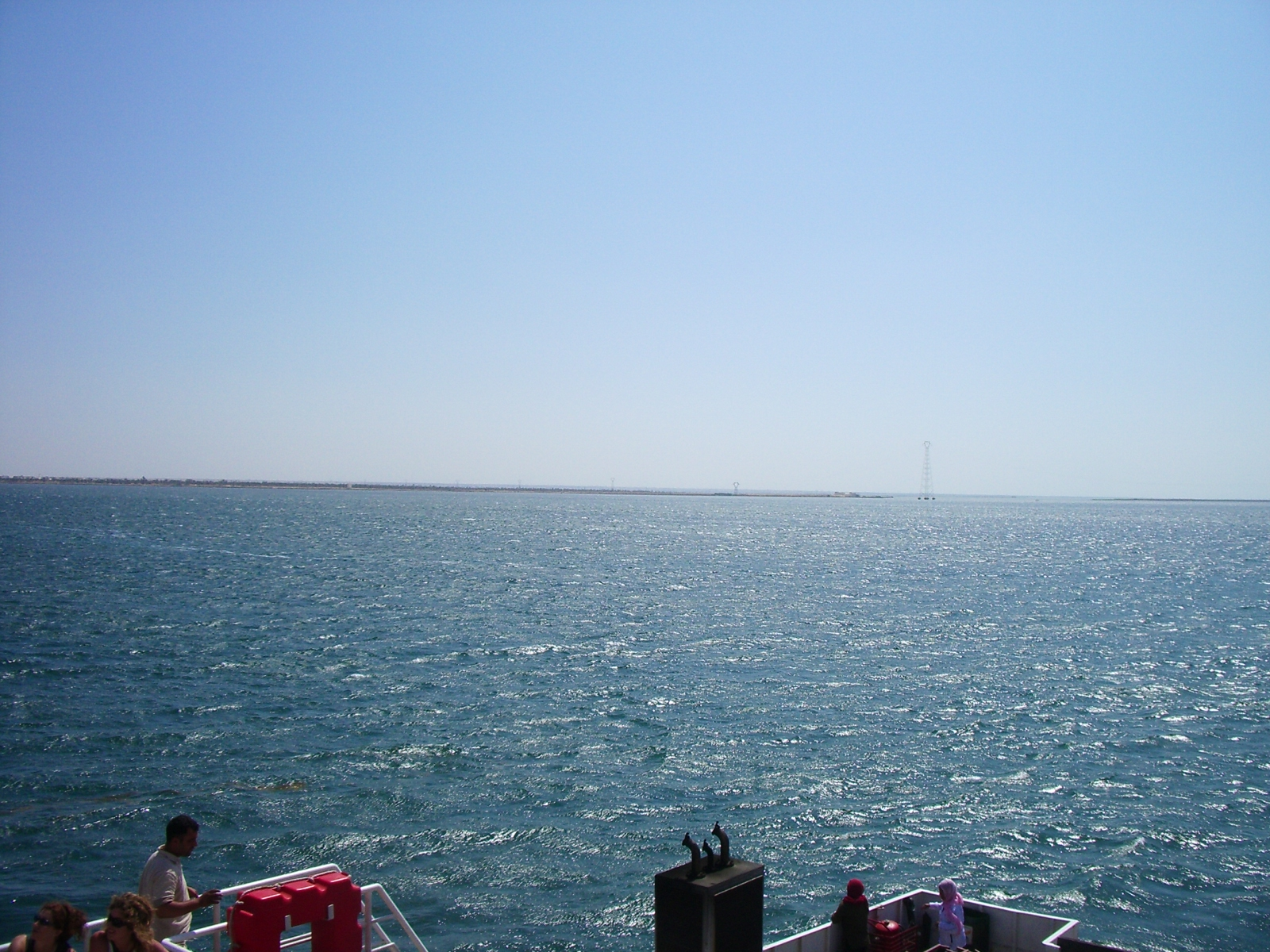
ille de Guetaïa el Gueblia a Gerba

Guetaïa el Gueblia és una petita illa de la costa sud-oest de l'illa de Gerba, a tocar del port d'Ajim. Marca la part occidental del golf de Boiughrara.